# Vireo
Vireo là một chi chim trong họ Vireonidae.